# Topographia Germaniae

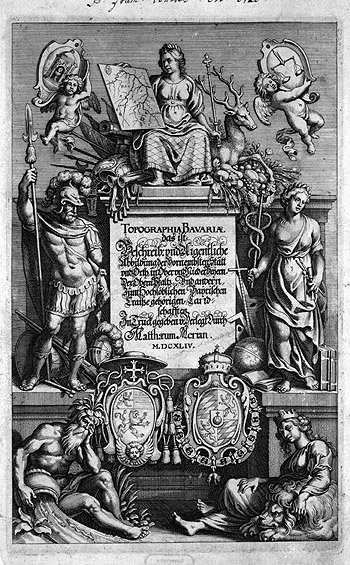
Titelblad van de Topographia Bavariae, deel Beieren

De Topographia Germaniae is het voornaamste werk van Matthäus Merian der Ältere. Hij gaf dit werk gezamenlijk uit met Martin Zeiler (1589−1661) uit Ulm, die voor de tekst verantwoordelijk was. Het werk bevat ongeveer 2.000 afbeeldingen en plattegronden van steden, kloosters en kastelen en geldt als een van de belangrijkste werken op het gebied van geografische afbeeldingen.
Matthäus Merian begon in 1642 met het werk onder de titel Topographia Germaniae en daarna volgde in 1635  Theatrum Europaeum en de wereldbeschrijving Archontologia cosmica in 1638.
De serie Topographia Germaniae verscheen bij Merians uitgeverij in Frankfurt am Main van 1642 tot 1654 in 16 delen, waarop later nog delen volgden tot 1688 over  Frankrijk, Italië  en Kreta. In totaal verschenen er 92 kaarten en 1486 kopergravures met in totaal 2142 afbeeldingen; en het was daarmee een van de omvangrijkste uitgaves van die tijd. Na Merians dood in 1650 hebben zijn zoons Matthäus Merian de Jongere en Caspar Merian het werk voortgezet..

## Bekende delen

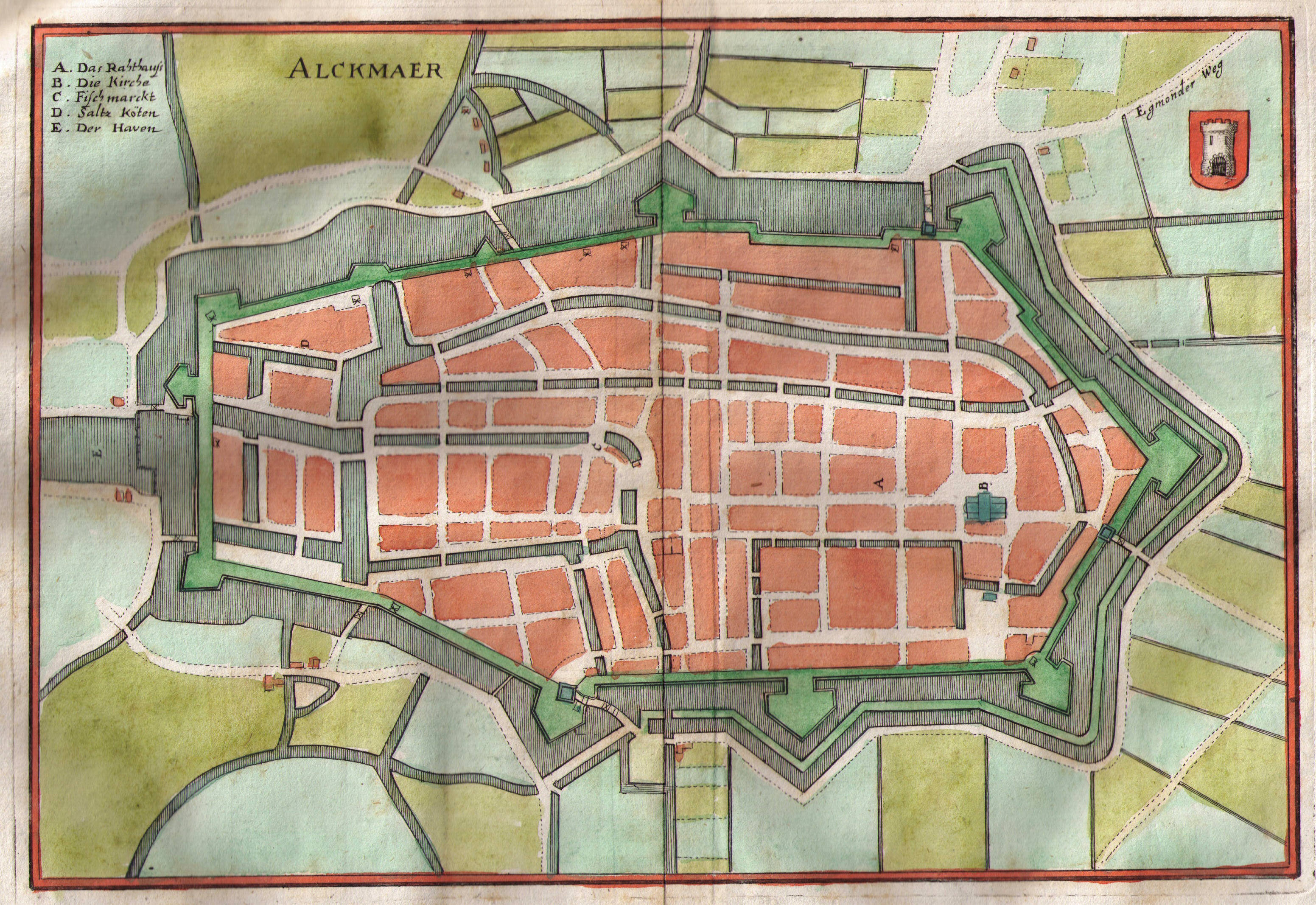
Plattegrond van Alkmaar

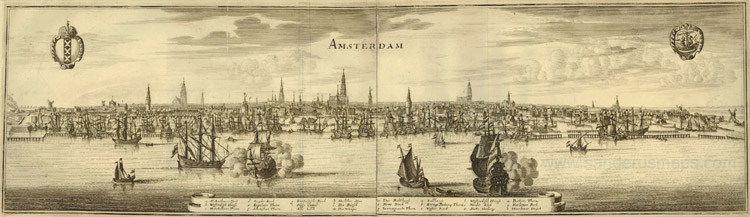
Vogelvluchtkaart van Amsterdam

- 1. Topographia Helvetiae, Rhaetiae et Valesiae (Zwitserland), 1642/1654 etc.
- 2. Topographia Sueviae (Zwaben), 1643/1656 etc.
- 3. Topographia Alsatiae etc. (Elzas), 1643/44 en 1663 etc.
- 4. Topographia Bavariae (Beieren), 1644/1657 etc.
- 5. Topographia Palatinatus Rheni et Vicinarum Regionum (Rijnpalts), 1645/1672
- 6. Topographia Archiepiscopatuum Moguntinensis, Trevirensis et Coloniensis, (Aartsbisdommen Mainz, Trier und Keulen), 1646/1675
- 7. Topographia Hassiae et Regionum Vicinarum (Hessen), 1646/1655 etc.
- 8. Topographia Westphaliae (Westfalen), 1647/1660
- 9. Topographia Franconiae (Franken), 1648/1656
- 10. Topographia Provinciarum Austriacarum ... (Oostenrijk), 1649/1656
- 11. Topographia Bohemiae, Moraviae et Silesiae (Bohemen, Moravië en Silezië), 1650/1660
- 12. Topographia Superioris Saxoniae, Thüringiae, Misniae et Lusatiae (Opper-Saksen, Thüringen, Meißen und Lausitz), 1650/1690
- 13. Topographia Electoratus Brandenburgici et Ducatus Pomeraniae (Brandenburg und Pommeren), 1652/1680
- 14. Topographia Saxoniae Inferioris (Nedersaksen), 1653/1685
- 15. Topographia und Eigentliche Beschreibung Der ... Hertzogthumer Braunschweig und Lüneburg ..., 1654/1658
- 16. Topographia Circuli Burgundici (Nederlanden, Bourgondië), 1654/1659